# 金上孝
金上 孝（かながみ たかし）は、日本の実業家。MU投資顧問代表取締役社長や、三菱UFJ国際投信代表取締役社長を務めた。

## 人物・経歴
千葉県出身。1976年東京大学経済学部卒業、三菱信託銀行入行。2003年ユーエフジェイ信託銀行執行役員。2008年三菱UFJ信託銀行常務取締役。2009年MU投資顧問副社長。2010年MU投資顧問社長。2014年から三菱UFJ投信社長を務め、2015年には国際投信投資顧問との合併により三菱UFJ国際投信とした。